# Koyuk River
Der Koyuk River ist ein etwa 252 Kilometer langer Zufluss des Nortonsunds im Westen des US-Bundesstaats Alaska. 

## Geographie

### Verlauf
Der Koyuk River hat seinen Ursprung in einem kleinen See vier Kilometer nördlich des Kuzitrin Lake an der Nordostflanke der Twin Calderas im Zentrum der Seward-Halbinsel. Er fließt anfangs 60 Kilometer in östlicher Richtung durch das Hochland der Halbinsel. Südlich des Flusslaufs erheben sich die Bendeleben Mountains. Die oberen knapp 30 Kilometer des Koyuk River befinden sich innerhalb des Bering Land Bridge National Preserve. Im Mittellauf wendet sich der Koyuk River zuerst in Richtung Südsüdost und nach etwa 20 Kilometern in Richtung Ostsüdost. Der Koyuk River weist auf diesem Flussabschnitt ein stark mäandrierendes Verhalten mit zahlreichen Flussschlingen auf. Er wendet sich im Unterlauf nach Süden, erreicht die Küstentiefebene und wendet sich allmählich nach Westen, bevor er bei der Siedlung Koyuk in die im äußersten Nordosten des Nortonsunds gelegene Norton Bay mündet. 

### Nebenflüsse
Der Peace River und der East Fork Koyuk River fließen dem Koyuk River linksseitig zu.
Der East Fork Koyuk River ist ein 98 Kilometer langer linker Nebenfluss des Koyuk River. Er entspringt in den Nulato Hills auf einer Höhe von etwa 400 m. Von dort strömt er in südwestlicher Richtung und mündet schließlich in den Koyuk River, 37 Kilometer oberhalb dessen Mündung in die Norton Bay. Der East Fork Koyuk River weist auf fast seiner gesamten Fließlänge ein stark mäandrierendes Verhalten auf.

## Name
Der Eskimo-Name des Flusses wurde von Kapitän Michail Dmitrijewitsch Tebenkow von der Kaiserlich Russischen Marine im Jahr 1852 als Kvyguk vermerkt. Die heutige Schreibweise stammt von A. H. Brooks vom U.S. Geological Survey (USGS) aus dem Jahr 1900.